# Areop-Enap
Areop-Enap (nauruano: velha aranha) teve um papel importante no mito de criação do mundo dos povos indígenas da ilha de Nauru.

## Mito de criação
No início da criação, as únicas coisas existentes eram Areop-Enap (uma aranha) e o mar. Areop-Enap procurou por comida no escuro e encontrou uma enorme amêijoa (em algumas versões, uma amêijoa do gênero Tridacna). Antes que ele conseguisse atordoá-la, a amêijoa a engoliu e fechou-se novamente. No escuro, Areop-Enap explorou o interior da amêijoa e encontrou um pequeno caracol (em algumas versões, a concha de um búzio-trombeta). 
Areop-Enap colocou o caracol abaixo de seu braço e deitou-se, dormindo por três dias, direcionando um pouco de seu poder ao caracol. Mais tarde, ele achou um segundo pequeno caracol, colocando-o abaixo de seu braço e dormindo por três dias novamente, transferindo um pouco de seu poder ao novo caracol. Quando acordou, Areop-Enap pediu ao caracol menor que escalasse a dobradiça da concha e espionasse a amêijoa, para avisá-lo quando ela se abrisse. Enquanto o caracol se movia pela carne da amêijoa, ele deixou uma trilha fosforecente. Com essa luz, Areop-Enap viu uma minhoca branca (ou em outras versões, uma lagarta) chamada Rigi. Ignorando o caracol, Areop-Enap atirou um feitiço de força sobre Rigi e persuadiu-o a tentar abrir a amêijoa.
Rigi pôs sua cabeça contra a concha maior e elevou sua cauda contra a concha menor. A amêijoa resistiu e suor saiu de Rigi, criando uma poça na concha menor, que mais tarde cresceu, se tornando um lago e posteriormente um mar. A salinidade da água matou a amêijoa e abriu a concha. Areop-Enap confeccionou a Terra com a concha de baixo e o céu com a de cima, pondo o caramujo de cima no alto do céu, criando a Lua. O segundo caramujo foi posto a leste, se tornando o Sol. Areop-Enap fez as ilhas com a carne da amêijoa, agregando vegetação com a sua própria teia. Finalmente, ele se virou a Rigi e descobriu que ele morreu afogado no próprio suor. Areop-Enap o colocou no céu para ser a Via Láctea. Areop-Enap criou os humanos de pedras para que eles conseguissem suportar o céu, e descobriu que existiam outras criaturas no novo mundo. Assim, ele criou uma criatura com asas ou o pássaro voador com a sujeira atrás de suas unhas, usando-a para irritar as criaturas, para que os chamassem para matá-la. Dessa maneira, Areop-Enap aprendeu os nomes dos habitantes do mundo.